# TATTOO (Official髭男dism歌曲)
〈TATTOO〉是日本樂隊Official髭男dism的第10張數位限定單曲，於2023年4月21日發行。這首歌是TBS周五電視劇《Pending Train－8時23分，明天和你在一起》的主題曲。
這是繼上一張數位單曲〈ホワイトノイズ(白噪音) 〉三個月後發行的數位單曲。

## 背景
2023年3月15日，Official髭男dism宣布將負責《Pending Train》的主題曲。這是繼 2020 年 1 月週二電視劇《戀愛可以持續到天長地久》的主題曲〈I LOVE...〉之後，Official髭男dism時隔3年3個月再次為 TBS 電視劇演唱主題曲。
對於這首歌，藤原說：

## 發行
該歌曲於2023年4月5日宣布發行日期為同月21日。同時，發布了搭配這首歌曲的《Pending Train》預告片，歌曲部分初步釋出。
4月21日，歌曲開始發行，MV在 YouTube 上首播。
配合該劇播出日期，4月28日至6月2日每週五，YouTube Shorts 上發布了MV以外中總共 6 個未發布的影片。完整版於6月23日該劇最後一集播出後發布。
與樂隊迄今為止發布的MV的製作歷程影片不同，這首歌沒有關於歌曲製作的故事或對成員的採訪，且歌曲是未經剪輯的播放，僅由未發布的片段組成。

## 音樂影片
TATTOO
導演：新屋拓人 / 製片：FIRSTORDER
- 該劇於2023年4月21日在YouTube上首播。內容呈現四位成員進行製作音樂旅行的鏡頭以及他們在室內表演的場景 。[5]
- 整部攝影是在關島拍攝的。[5]

## 商業表現
在Billboard JAPAN公佈的綜合音樂排行榜「 Billboard Japan Hot 100 」中，它首次出現在2023年4月26日的排行榜上第18位。在下一周它達到了第6位最高位，此後在5月31日的排行榜上並列第6位，連續14週排名前20。
同年8月16日，該歌曲在Billboard JAPAN的串流媒體累積播放次數超過1億次 。這是Official髭男dism第14首串流媒體播放次數超過1億次的歌曲。
2024年6月19日，該歌曲在Billboard JAPAN的串流媒體累積播放次數超過2億次。

### 認證
|                       | 認證（ RIAJ ） | 認定單位      |
| --------------------- | -------------- | ------------- |
| 串流媒體              | 雙白金         | 2億次播放次數 |
| *僅基於認證的播放次數 |                |               |

### 來源
1. 1 2  . Billboard JAPAN.   [2024-06-23]. （原始内容存档于2023-05-03） （日语）.
2. ↑  . Billboard JAPAN.   [2024-06-23]. （原始内容存档于2023-12-07） （日语）.
3. 1 2  . 音楽ナタリー.   [2024-06-23]. （原始内容存档于2023-11-27） （日语）.
4. 1 2  . 音楽ナタリー.   [2024-06-23]. （原始内容存档于2023-11-27） （日语）.
5. 1 2  . ORICON NEWS.   [2024-06-27]. （原始内容存档于2024-06-27）.
6. ↑  . Billboard JAPAN.   [2024-06-23]. （原始内容存档于2023-04-19） （日语）.
7. ↑  . Billboard JAPAN.   [2024-06-27]. （原始内容存档于2023-08-05） （日语）.
8. ↑  . Billboard JAPAN.   [2024-06-23]. （原始内容存档于2023-08-19） （日语）.
9. ↑  . Billboard JAPAN.   [2024-06-22]. （原始内容存档于2024-06-19） （日语）.
10. ↑  . プレスリリース・ニュースリリース配信シェアNo.1｜PR TIMES. 2025-05-29  [2025-05-30] （ja-JP）.

## 外部連結
- Official髭男dism“TATTOO”特别網站|官方Hige Dandism （页面存档备份，存于）
- YouTube上的【新金曜ドラマ】山田裕貴×赤楚衛二×上白石萌歌『ペンディングトレイン』極限下で生まれるのは恋か友情か?! ｢髭男｣主題歌解禁！【TBS】